# Интервальный граф

Семь интервалов на прямой и соответствующий интервальный граф с семью вершинами.

Интервальный граф — граф пересечений мультимножества интервалов на прямой. Имеет по одной вершине для каждого интервала в множестве и по ребру между каждой парой вершин, если соответствующие интервалы пересекаются.

## Определение
Пусть {\displaystyle \{I_{1},I_{2},...,I_{n}\}\subset P(R)} — множество интервалов.
Соответствующий интервальный граф — это {\displaystyle G=(V,E)}, где
- {\displaystyle V=\{I_{1},I_{2},...,I_{n}\}} и
- {\displaystyle \{I_{\alpha },I_{\beta }\}\in E}, тогда и только тогда, когда {\displaystyle I_{\alpha }\cap I_{\beta }\neq \emptyset }.

Из этого построения можно получить общие свойства интервальных графов. Так, граф G является интервальным тогда и только тогда, когда наибольшие клики графа G могут быть упорядочены {\displaystyle M_{1},M_{2},...,M_{k}} так, что для любой {\displaystyle v\in M_{i}\cap M_{k}}, где {\displaystyle i<k},
выполняется также {\displaystyle v\in M_{j}} для любого {\displaystyle M_{j},i\leq j\leq k}.

## Эффективные алгоритмы распознавания
Определить, является ли граф {\displaystyle G=(V,E)} интервальным можно за время {\displaystyle O(|V|+|E|)} путём упорядочения наибольших клик графа G.
Первоначальный алгоритм распознавания за линейное время Бута и Люкера(Booth, Lueker 1976) основывается на сложной структуре  PQ-деревьев, но Хабиб, МакКонел, Пауль и Вьенно(Habib, McConnell, Paul, Viennot 2000) показали как решить задачу проще, используя лексикографический поиск в ширину и основываясь на факте, что граф является интервальным тогда и только тогда, когда он хордален и его дополнение — граф сравнимости.

## Связанные семейства графов
Интервальные графы являются хордальными и, следовательно, совершенными. Их дополнения принадлежат к классу графов сравнимости, и отношение сравнения — в точности интервальный порядок.
Интервальные графы имеющее интервальное представление, в котором любые два интервала либо не пересекаются, либо вложены, являются тривиальными совершенными графами.
Правильные интервальные графы — это интервальные графы, имеющее интервальное представление, в котором никакой интервал не является собственным подмножеством никакого другого интервала. Единичные интервальные графы — это интервальные графы, имеющее интервальное представление, в котором каждый интервал имеет единичную длину. Любой правильный интервальный граф не имеет клешней. Однако обратное неверно — граф без клешней не обязательно является правильным интервальным графом. Если набор сегментов является множеством, то есть повторение сегментов не разрешено, то граф является единичным интервальным графом тогда и только тогда, когда он является правильным интервальным графом.
Графы пересечений дуг окружности образуют графы дуг окружности — класс графов, содержащий интервальные графы. Трапецеидальные графы, пересечение трапеций, все параллельные стороны которых лежат на двух параллельных прямых, являются обобщением интервальных графов.
Путевая ширина интервального графа на единицу меньше размера максимальной клики (или, что эквивалентно, на единицу меньше его хроматического числа), a путевая ширина любого графа G равна наименьшей путевой ширине интервального графа, содержащего G в качестве подграфа.
Родственные интервальные графы без треугольников — это в точности деревья-гусеницы.
Случайный интервальный граф — интеревальный граф построенный по случайному семейству отрезков, например отрезки вершины отрезков могут быть выбраны например по естественному распределению на единичном отрезке.

## Приложения
Математическая теория интервальных графов разработана с оглядкой на приложения исследователей из математического подразделения корпорации RAND, в которую входили молодые исследователи, такие как Питер Фишберн и студенты, такие как Алан Такер и Джоэл Коэн, не считая лидеров, таких как Делберт Рей Фалкерсон и (частый гость) Виктор Кли.
Коэн применил интервальные графы в математических моделях популяций, особенно пищевых цепочек.
Другие приложения включают генетику, биоинформатику и информатику. Поиск множества отрезков, представляющих интервальный граф, может быть использован в качестве методики сборки непрерывных последовательностей в ДНК. Интервальные графы используются в постановке задач размещения ресурсов в исследовании операций и планировании выполнения задач. Каждый промежуток представляет запрос на ресурс на определённый период времени. Задача нахождения независимого множества максимального веса графа представляет задачу поиска лучшего подмножества запросов, которые можно выполнить без конфликтов.